# Alashan-Ziesel
Der Alashan-Ziesel (Spermophilus alashanicus) ist eine Hörnchenart aus der Gattung der Ziesel (Spermophilus). Er kommt in der südlichen Mongolei und Teilen der Volksrepublik China vor.

## Merkmale
Der Alashan-Ziesel erreicht eine Kopf-Rumpf-Länge von etwa 19,0 bis 21,0 Zentimetern bei einem Gewicht von etwa 190 bis 225 Gramm. Der Schwanz wird 5,5 bis 7,6 Zentimeter lang und ist damit – wie bei allen Zieseln – deutlich kürzer als der restliche Körper. Der Hinterfuß wird 33 bis 37 Millimeter lang, die Ohrlänge beträgt 8 bis 10 Millimeter. Die Rückenfarbe ist im Vergleich zu anderen Arten hell und unterscheidet sich saisonal. Das Sommerfell ist hell rotbraun, das Winterfell heller und eher gelblich. Der Kopf ist oberseits dunkler als der Rücken. Er besitzt einen deutlichen, hellen Augenring und einen hellbraunen Fleck unterhalb des Auges, der von dem Ring durch eine weißliche Linie getrennt ist, die vom Ohransatz bis zur Schnauze läuft. Der kurze Schwanz entspricht in seiner Farbe dem Rücken, ist unterseits aber rostrot. Die Beine sind vergleichsweise kurz.
| 1 | · | 0 | · | 2 | · | 3 | = 22 |
| 1 | · | 0 | · | 1 | · | 3 | = 22 |

Der Schädel hat eine Gesamtlänge von 45 bis 48 Millimetern. Die Art besitzt wie alle Arten der Gattung im Oberkiefer pro Hälfte einen zu einem Nagezahn ausgebildeten Schneidezahn (Incisivus), dem eine Zahnlücke (Diastema) folgt. Hierauf folgen zwei Prämolare und drei Molare. Im Unterkiefer besitzen die Tiere dagegen nur einen Prämolar. Insgesamt verfügen die Tiere damit über ein Gebiss aus 22 Zähnen. Die Paukenhöhle ist lang und schmal, der Abstand zwischen den Augenhöhlen ist in der Regel größer als 9 Millimeter.

## Verbreitung
Der Alashan-Ziesel kommt in der südlichen Mongolei und Teilen der Volksrepublik China in Höhen bis 3200 Metern vor. In der Mongolei kommt die Art im Gobi-Altai im Bereich des Ich Bogd Uul und des Baga Bogd Uul sowie am Gurvansaikhan und in den Öshög-Bergen vor. In China ist er in den Provinzen Ningxia, Gansu, Qinghai und Nei Mongol verbreitet, nach den Angaben der International Union for Conservation of Nature and Natural Resources zudem in Shaanxi und Shanxi.

## Lebensweise
Der Alashan-Ziesel ist ein tagaktives Erdhörnchen, das in den Wüstengebieten Chinas und den Grassteppen am Rand der Wüste Gobi bis in die Gebirgswiesen vorkommt. Er lebt vor allem in China in trockenen und sandigen Habitaten, wodurch er lokal als „Sandratte“ bezeichnet wird. In der Mongolei bestehen die Habitate in der Regel aus trockenen Steppen, Grasland und Gebüschen. Er ernährt sich von Kräutern und anderen Pflanzen, darunter auch Kulturpflanzen. Die Tiere leben in kleinen, verstreuten Gruppen in einfachen Bauen, deren Eingang nicht von Erdhügeln umgeben ist. Die Kommunikation erfolgt über einzelne hochfrequente Rufe. Wie andere Arten der Gattung überwintert er im Winterschlaf.
Die Jungtiere kommen in der Regel im Juni zur Welt. Der Wurf besteht aus einem bis neun, meist drei bis sechs, Jungtieren.

## Systematik
Der Alashan-Ziesel wird als eigenständige Art innerhalb der Gattung der Ziesel (Spermophilus) eingeordnet, die nach aktuellem Stand nach einer Revision der Gattung aus 15 Arten besteht. Die wissenschaftliche Erstbeschreibung stammt von dem russischen Zoologen Eugen Büchner aus dem Jahr 1888, der die Art anhand von Individuen aus der südlichen Alashan in China beschrieb. Ursprünglich wurde der Alashan-Ziesel als Unterart des Daurischen Ziesels (Spermophilus dauricus) betrachtet, gilt jedoch seit den 1970er Jahren als eigene Art.
Innerhalb der Art werden neben der Nominatform keine Unterarten unterschieden.

## Status, Bedrohung und Schutz
Der Alashan-Ziesel wird von der International Union for Conservation of Nature and Natural Resources (IUCN) als nicht gefährdet (Least concern) eingeordnet. Begründet wird dies durch das vergleichsweise große Verbreitungsgebiet und das häufige Vorkommen der Art, konkrete Bestandsgrößen sind allerdings nicht bekannt. Potenzielle bestandsgefährdende Gefahren für diese Art bestehen nicht.

## Belege
1. 1 2 3 4 5 6 7  Robert S. Hoffmann, Andrew T. Smith: Alashan Ground Squirrel. In: Andrew T. Smith, Yan Xie: A Guide to the Mammals of China. Princeton University Press, Princeton NJ 2008, ISBN 978-0-691-09984-2, S. 193–194.
2. 1 2 3  Richard W. Thorington Jr., John L. Koprowski, Michael A. Steele: Squirrels of the World. Johns Hopkins University Press, Baltimore MD 2012; S. 300–301. ISBN 978-1-4214-0469-1
3. ↑  Robert S. Hoffmann, Andrew T. Smith: Spermophilus. In: Andrew T. Smith, Yan Xie: A Guide to the Mammals of China. Princeton University Press, Princeton NJ 2008, ISBN 978-0-691-09984-2, S. 193.
4. 1 2 3 4  Spermophilus alashanicus in der Roten Liste gefährdeter Arten der IUCN 2014.3. Eingestellt von: S. Shar, D. Lkhagvasuren, A.T. Smith, 2008. Abgerufen am 23. Mai 2015.
5. ↑  Kristofer M. Helgen, F. Russell Cole, Lauren E. Helgen, Don E. Wilson: Generic Revision in the holarctic ground squirrels genus Spermophilus. Journal of Mammalogy 90 (2), 2009; S. 270–305. doi:10.1644/07-MAMM-A-309.1
6. 1 2  Spermophilus alashanicus In: Don E. Wilson, DeeAnn M. Reeder (Hrsg.): Mammal Species of the World. A taxonomic and geographic Reference. 2 Bände. 3. Auflage. Johns Hopkins University Press, Baltimore MD 2005, ISBN 0-8018-8221-4.